# Scelolyperus meracus
Scelolyperus meracus är en skalbaggsart som först beskrevs av Thomas Say 1826.  Scelolyperus meracus ingår i släktet Scelolyperus och familjen bladbaggar. Inga underarter finns listade i Catalogue of Life.